# Macerata FC
Macerata FC (wł. Macerata Football Club) – włoski klub piłkarski, mający siedzibę w mieście Macerata, w środkowej części kraju, działający w latach 1921–1922.

## Historia
Chronologia nazw:
- 1921: Macerata FC
- 1922: klub rozwiązano – po fuzji z Helvia Recina, Robur Macerata, Virtus Macerata, tworząc US Maceratese

Klub sportowy Macerata FC został założony w miejscowości Macerata w 1921 roku. Po utworzeniu konfederacji CCI, klub dołączył do niej i startował w mistrzostwach Prima Divisione Marchigiana. W sezonie 1921/22 zespół zajął drugie miejsce w grupie A i awansował do turnieju finałowego regionu, w którym uplasował się na ostatniej czwartej pozycji. Na początku stycznia 1922 powstała fuzja czterech najlepszych klubów w mieście - Macerata FC, Helvia Recina, Robur Macerata, Virtus Macerata, w wyniku czego został założony klub US Maceratese, po czym został rozwiązany.

## Barwy klubowe, strój
|  |  |

Klub ma barwy biało-czarne.

## Sukcesy

### Trofea międzynarodowe
Nie uczestniczył w rozgrywkach europejskich (stan na 31-05-2020).

### Trofea krajowe
| \| \| Zdobyte trofea w rozgrywkach Włoch (stan na: 31-08-2020) \| |                                                          |      |                       |
| Rozgrywki                                                         | Osiągnięcie                                              | Razy | Sezon(y)              |
| · Mistrzostwo                                                     | I miejsce                                                | 0    |                       |
| · Mistrzostwo                                                     | II miejsce                                               | 0    |                       |
| · Mistrzostwo                                                     | III miejsce                                              | 0    |                       |
| · Mistrzostwo                                                     | 4.miejsce                                                | 1    | 1921/22 (Marchigiana) |
| · Puchar                                                          | zdobywca                                                 | 0    |                       |
| · Puchar                                                          | finalista                                                | 0    |                       |
| II liga                                                           | I miejsce                                                | 0    |                       |
| II liga                                                           | II miejsce                                               | 0    |                       |
| II liga                                                           | III miejsce                                              | 0    |                       |
| Włochy                                                            | Zdobyte trofea w rozgrywkach Włoch (stan na: 31-08-2020) |      |                       |

## Poszczególne sezony

### Rozgrywki międzynarodowe

#### Europejskie puchary
Nie uczestniczył w rozgrywkach europejskich.

### Rozgrywki krajowe
| \| Włochy \| Bilans występów klubu w rozgrywkach piłkarskich Włoch (Stan na 31 sierpnia 2020 r.) \| \| |                                                                                     |        |       |   |   |   |    |    |     |         |        |        |      |
| Poziom                                                                                                 | Rozgrywki                                                                           | Sezony | Mecze | Z | R | P | B+ | B– | Pkt | Lata    | Awanse | Spadki | Naj. |
| I | Prima Divisione Marchigiana                                                         | 1      |       |   |   |   |    |    |     | 1921/22 | 0      | 0      | 4    |
| II | Seconda Divisione Marchigiana                                                       | 0      |       |   |   |   |    |    |     |         | 1      | 0      |      |
| III | Serie C                                                                             | 0      |       |   |   |   |    |    |     |         | 0      | 0      |      |
| IV | Serie D                                                                             | 0      |       |   |   |   |    |    |     |         | 0      | 0      |      |
| V | Eccellenza Marche                                                                   | 0      |       |   |   |   |    |    |     |         | 0      | 0      |      |
| | Puchar Włoch                                                                        | 0      |       |   |   |   |    |    |     |         | 0      | 0      |      |
| Włochy                                                                                                 | Bilans występów klubu w rozgrywkach piłkarskich Włoch (Stan na 31 sierpnia 2020 r.) |        |       |   |   |   |    |    |     |         |        |        |      |

## Struktura klubu

### Stadion
Klub piłkarski rozgrywał swoje mecze domowe na Campo sportivo della Vittoria w Maceracie o pojemności 1000 widzów.

### Derby
- Helvia Recina
- Robur Macerata
- Virtus Macerata